# フィッツ・ジョン・ポーター
フィッツ・ジョン・ポーター（英: Fitz John Porter、1822年8月31日-1901年5月21日）は、アメリカ陸軍の職業軍人であり、南北戦争の時は北軍の将軍だった。第二次ブルランの戦いでの行動とそれに続く軍法会議で最も良く知られている。
ポーターは南北戦争の初期段階では良く働いていたが、その軍歴は政治的な競争相手に訴えられた議論の多い裁判によって破滅させられた。その後ほぼ25年間も貶められた評判の回復に熱心に働きかけを続け、最後は軍人として復帰された。

## 生い立ちと初期の軍歴
ポーターはニューハンプシャー州ポーツマスで生まれた。その家系はアメリカ海軍への従軍で著名であり、ウィリアム・D・ポーター、デイビッド・ディクソン・ポーターおよびデヴィッド・ファラガットは従兄弟だった。それでもポーターはアメリカ陸軍での経歴を求めた。1845年に陸軍士官学校を41人の同期士官候補生のうち8番目の成績で卒業し、第4アメリカ砲兵連隊の名誉少尉に任官された。
ポーターは1846年6月18日に少尉、1847年5月29日に中尉に昇進した。米墨戦争に従軍し、モリノ・デル・レイの戦いで示した勇敢さで1847年9月8日に大尉に名誉昇進した。9月13日のチャプルテペクの戦いで負傷したが、そのことで少佐への名誉昇進を果たした。
メキシコとの戦争が終わると、ウェストポイント（陸軍士官学校）に戻り、1849年から1853年まで騎兵と砲兵の教官になり、その後1855年まで士官学校校長の助手になった。1856年には西部方面軍で総務局長補としてカンザス州レブンワース砦に勤務し、その6月に大尉に名誉昇進した。1857年から1858年は、後のアメリカ連合国軍大将のアルバート・ジョンストンの下で仕え、そのモルモン教徒に対する遠征に参加した。その後、1860年遅くまでサウスカロライナ州チャールストン港の防衛を検査して再編成し、続いて、アメリカ合衆国から脱退したテキサス州で軍関係者の撤収を手伝った。

## 南北戦争での従軍
南北戦争が始まると、ポーターはペンシルベニア方面軍の参謀長と総務局長補となったが、その後直ぐの1861年5月14日に第15歩兵連隊の大佐に昇進し、3日後には准将に昇進した。8月28日にはジョージ・マクレラン少将の下に新しく作られたポトマック軍で師団指揮官を任された。間もなくポーターはマクレランの信頼される助言者かつ忠実な友人になったが、この間もなく議論を呼ぶことになる司令官との交友はポーターの軍歴にとっては災いをもたらすもとになった。
ポーターは半島方面作戦の開始時点でその師団を率い、ヨークタウンの包囲戦での戦闘に参戦した。マクレランは暫定軍団を2つ創設し、ポーターは第5軍団の指揮を割り当てられた。七日間の戦いのとき、特にゲインズミルの戦いで、防御戦における才能を示した。
マルバーンヒルの戦いでは、指導的役割も演じた。半島におけるその功績によって1862年7月4日に志願兵の少将に昇進した。

### 第二次ブルランの戦い
ポーター軍団は北バージニア方面作戦にあったジョン・ポープ少将の支援に派遣されたが、この任務ではポープ個人を批判し、明け透けに異議を申立て不平を唱えた。第二次ブルランの戦いの時の1862年8月29日、ポーターは南軍北バージニア軍の左翼、ストーンウォール・ジャクソン少将部隊の側面と後方を攻撃するよう命じられた。ポーター軍団は南軍J・E・B・スチュアート少将の騎兵遮蔽隊に遭遇したドーキンズブランチで停止した。8月29日、ポープから南軍の右手（ポープはストーニーリッジのジャクソン軍の右手と考えていた）への攻撃を指示する伝言を受けたが、同時に隣接するジョン・F・レイノルズ少将の師団との接触を維持するよう指示もあり、解決できない命令の矛盾だった。ポープは明らかに南軍のジェイムズ・ロングストリート少将の右翼が戦場に到着したことに気付いておらず、ジャクソン軍の陣地を包み込むという提案はロングストリートの大きな部隊と衝突する自殺行為になるところだった。ポーターはロングストリート軍が直ぐ前にいるという情報を得たので攻撃をしないという選択をした。
8月30日、ポープは再度側面攻撃を命令し、ポーターはその命令に従うことを躊躇した。ポーターの第5軍団がジャクソン軍の右手に向かって攻撃すれば、それは自隊（さらには北軍全軍の）側面をロングストリートの待機している部隊に曝すことだった。約30,000名の南軍がポーターの5,000名かそこらの部隊に襲い掛かり、ポープの残り部隊の中に追い込み、ポーターがポープの命令から起こるであろうと最も恐れていたまさにそのことを行ってきた。ポープはこの敗北に憤激しポーターを命令不服従で非難し、9月5日に指揮官職から解任した。
ポーターは間もなくマクレランによって軍団指揮官に戻され、これをメリーランド方面作戦を通じて率い、アンティータムの戦いの時は予備隊の位置で従軍した。ポーターがマクレランに「覚えておいてください、将軍、私は共和国最後の軍隊の最後の予備隊を指揮します」と言ったのは有名である。
マクレランはこの意味が深い助言を容れ、その部隊を攻撃的に使っておれば勝ったであろう戦闘でその予備隊を投入できなかった。

## 軍法会議
1862年11月25日、ポーターは逮捕され第二次ブルランの戦いの時の行動で軍法会議に掛けられた。この時までに、マクレランはエイブラハム・リンカーン大統領に解任されており、その部下に対する政治的な配慮ができなかった。実際に面目を潰されたマクレランとの交友と、ポープを明け透けに批判したことは、軍法会議における有罪宣告の重要な理由になった。軍法会議の士官たちはマクレランを嫌悪していたアメリカ合衆国陸軍長官エドウィン・スタントンに指名されており、その大半はその評決を下した後に昇進した。
ポーターは1863年1月10日に命令不服従と違法行為の廉で有罪とされ、1863年1月21日に陸軍から免職された。

## 戦後
南北戦争が終わると、ポーターはエジプト軍指揮官の提案を受けたが辞退し、その人生の残り大半を使ってこの不公平と戦い続けた。1878年、ジョン・マカリスター・スコフィールド将軍の特別委員会が、ポーターがロングストリート軍攻撃を躊躇したことでおそらくはポープのバージニア軍をさらに大きな敗北から救ったとして、ポーターの潔白を証明した。8年後、チェスター・A・アーサー大統領がポーターに対する判決を破棄し、アメリカ合衆国議会の特別法で1861年5月14日に遡りアメリカ陸軍歩兵大佐としてポーターの任務を復活させた。ただし、その間の給与は無いものとした。2日後の1886年8月7日、汚名を雪いだポーターは自らの要請で陸軍を除隊した。
ポーターはその後、鉱業、建設業および商業に関わった。ニューヨーク市の公共事業理事、警察署長および消防署長を務めた。ニュージャージー州モリスタウンで死に、ブルックリンのグリーン・ウッド墓地に埋葬されている。
1904年、芸術家ジェイムズ・E・ケリーがデザインしたポーターの彫像がニューハンプシャー州ポーツマスのヘイブン公園で除幕された。
第二次世界大戦中、アメリカ海軍のリバティ船SSフィッツ・ジョン・ポーターはポーターに因んで名付けられた。